# Psyche burmeisteri
Psyche burmeisteri är en fjärilsart som beskrevs av Weyenbergh 1884. Psyche burmeisteri ingår i släktet Psyche och familjen säckspinnare. Inga underarter finns listade.